# Augusta Maria di Holstein-Gottorp
Augusta Maria di Holstein-Gottorp (Gottorp, 6 febbraio 1649 – Durlach, 25 aprile 1728) fu una nobile del ducato di Holstein-Gottorp e margravia di Baden-Durlach.

## Biografia
Era figlia di Federico III, duca di Holstein-Gottorp dal 1616 al 1659, e di Maria Elisabetta di Sassonia.
Venne data in sposa a Federico, figlio ed erede del margravio di Baden-Durlach Federico VI; il matrimonio venne celebrato a Husum il 15 maggio 1670.
Alla morte del suocero, avvenuta a Karlsburg il 31 gennaio 1677, divenne margravia di Baden-Durlach, titolo che mantenne fino alla morte del marito.

## Discendenza
Diede alla luce undici figli tra cui l'erede maschio:
- Federico Magnus (Karlsburg, 1672);
- Federica Augusta (Karlsburg, 1673-Karlsburg, 1674);
- Cristina Sofia (Basilea, 1674-Basilea, 1676);
- Claudia Maddalena (Basilea, 1675-Basilea, 1676);
- Caterina (Karlsburg, 10 ottobre 1677-Dürkheim, 11 agosto 1746), che sposò il conte Giovanni Federico di Leiningen-Hartenburg;
- Carlo Guglielmo (Durlach, 17 gennaio 1679-Karlsruhe, 12 maggio 1738), che sposò Maddalena Guglielmina di Württemberg;
- Giovanna Elisabetta (Karlsburg, 3 ottobre 1680-Remstal, 2 luglio 1757), che sposò Eberardo IV di Württemberg;
- Albertina Federica (Karlsburg, 3 luglio 1682-Amburgo, 22 dicembre 1755), che sposò il duca Cristiano Augusto di Holstein-Gottorp;
- Cristoforo (Karlsburg, 9 ottobre 1684-Karlsruhe, 2 maggio 1723), che sposò Maria Cristina di Leiningen-Heidesheim;
- Carlotta Sofia (Karlsburg, 1686-Basilea, 1689);
- Maria Anna (Karlsburg, 1688-Basilea, 1689).

## Ascendenza
|                                     |                         |                                     | Genitori                          |  |  | Nonni |  |  | Bisnonni                   |  |  | Trisnonni               |  |
|                                     |                         |                                     |                                   |  |  |       |  |  | Adolfo di Holstein-Gottorp |  |  | Federico I di Danimarca |  |
|                                     |                         |                                     |                                   |  |  |       |  |  | Adolfo di Holstein-Gottorp |  |  | Federico I di Danimarca |  |
|                                     |                         | Sofia di Pomerania                  |                                   |  |  |       |  |  | Adolfo di Holstein-Gottorp |  |  |                         |  |
| Giovanni Adolfo di Holstein-Gottorp |                         |                                     |                                   |  |  |       |  |  | Adolfo di Holstein-Gottorp |  |  |                         |  |
|                                     |                         | Cristina d'Assia                    | Filippo I d'Assia                 |  |  |       |  |  |                            |  |  |                         |  |
|                                     |                         | Cristina d'Assia                    | Filippo I d'Assia                 |  |  |       |  |  |                            |  |  |                         |  |
|                                     |                         | Cristina d'Assia                    | Cristina di Sassonia              |  |  |       |  |  |                            |  |  |                         |  |
| Federico III di Holstein-Gottorp    |                         | Cristina d'Assia                    |                                   |  |  |       |  |  |                            |  |  |                         |  |
|                                     |                         | Federico II di Danimarca            | Cristiano III di Danimarca        |  |  |       |  |  |                            |  |  |                         |  |
|                                     |                         | Federico II di Danimarca            | Cristiano III di Danimarca        |  |  |       |  |  |                            |  |  |                         |  |
|                                     |                         | Federico II di Danimarca            | Dorotea di Sassonia-Lauenburg     |  |  |       |  |  |                            |  |  |                         |  |
| Augusta di Danimarca                |                         | Federico II di Danimarca            |                                   |  |  |       |  |  |                            |  |  |                         |  |
|                                     |                         | Sofia di Meclemburgo-Güstrow        | Ulrico III di Meclemburgo-Güstrow |  |  |       |  |  |                            |  |  |                         |  |
|                                     |                         | Sofia di Meclemburgo-Güstrow        | Ulrico III di Meclemburgo-Güstrow |  |  |       |  |  |                            |  |  |                         |  |
|                                     |                         | Sofia di Meclemburgo-Güstrow        | Elisabetta di Danimarca           |  |  |       |  |  |                            |  |  |                         |  |
| Augusta Maria di Holstein-Gottorp   |                         | Sofia di Meclemburgo-Güstrow        |                                   |  |  |       |  |  |                            |  |  |                         |  |
|                                     | Cristiano I di Sassonia | Augusto I di Sassonia               |                                   |  |  |       |  |  |                            |  |  |                         |  |
|                                     | Cristiano I di Sassonia | Augusto I di Sassonia               |                                   |  |  |       |  |  |                            |  |  |                         |  |
|                                     | Cristiano I di Sassonia | Anna di Danimarca                   |                                   |  |  |       |  |  |                            |  |  |                         |  |
| Giovanni Giorgio I di Sassonia      | Cristiano I di Sassonia |                                     |                                   |  |  |       |  |  |                            |  |  |                         |  |
|                                     |                         | Sofia di Brandeburgo                | Giovanni Giorgio di Brandeburgo   |  |  |       |  |  |                            |  |  |                         |  |
|                                     |                         | Sofia di Brandeburgo                | Giovanni Giorgio di Brandeburgo   |  |  |       |  |  |                            |  |  |                         |  |
|                                     |                         | Sofia di Brandeburgo                | Sabina di Brandeburgo-Ansbach     |  |  |       |  |  |                            |  |  |                         |  |
| Maria Elisabetta di Sassonia        |                         | Sofia di Brandeburgo                |                                   |  |  |       |  |  |                            |  |  |                         |  |
|                                     |                         | Alberto Federico di Prussia         | Alberto I di Prussia              |  |  |       |  |  |                            |  |  |                         |  |
|                                     |                         | Alberto Federico di Prussia         | Alberto I di Prussia              |  |  |       |  |  |                            |  |  |                         |  |
|                                     |                         | Alberto Federico di Prussia         | Anna Maria di Brunswick-Lüneburg  |  |  |       |  |  |                            |  |  |                         |  |
| Maddalena Sibilla di Hohenzollern   |                         | Alberto Federico di Prussia         |                                   |  |  |       |  |  |                            |  |  |                         |  |
|                                     |                         | Maria Eleonora di Jülich-Kleve-Berg | Guglielmo di Jülich-Kleve-Berg    |  |  |       |  |  |                            |  |  |                         |  |
|                                     |                         | Maria Eleonora di Jülich-Kleve-Berg | Guglielmo di Jülich-Kleve-Berg    |  |  |       |  |  |                            |  |  |                         |  |
|                                     |                         | Maria Eleonora di Jülich-Kleve-Berg | Maria d'Asburgo                   |  |  |       |  |  |                            |  |  |                         |  |
|                                     |                         | Maria Eleonora di Jülich-Kleve-Berg |                                   |  |  |       |  |  |                            |  |  |                         |  |